# II級潛艇
II級潛艇是一種近海小型潛艇，也是納粹德國在第一次世界大戰後建造的第一种U艇，其設計來源于1931年至1933年為芬蘭建造的Vesikko號潛艇，II級潛艇在第二次世界大戰時主要在德國沿海，英倫海峽，巴倫支海和黑海作戰，而更多II級潛艇主要用於水兵訓練，1941年後德國人停止建造II級潛艇，改為建造較大型的遠洋潛艇，II級潛艇只有少數被擊沉於大海，其餘大多被盟軍戰機空襲而毀於港口或在德國戰敗時因德國人自身原因而导致沉没，其中有三艘成為蘇聯的戰利品。
II級潛艇分成以下型號:

## II-A型
- 艇長:40.9米

- 艇闊:4.1米

- 水面排水量:254噸

- 水下排水量:303噸

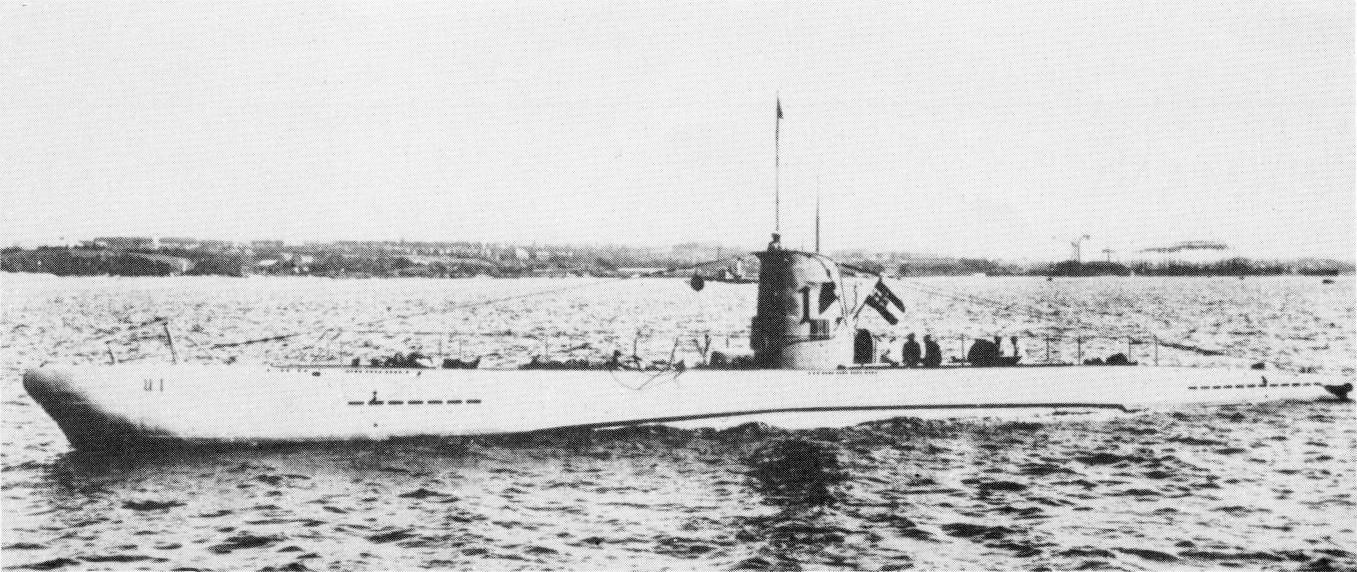
II-A型潛艇

- 動力:兩個總共700匹馬力柴油發動機(水面)和兩個總共360匹馬力電動機(水下)

- 最快時速:13節(水面)，6.9節(水下)

- 燃料量:12噸

- 武裝:魚雷5杖和20毫米口徑防空炮一座

- 乘員:25人

II級潛艇最初期型，幾乎等同芬蘭Vesikko號，現今此艘IIA潛艇仍在芬蘭首都赫爾辛基的岸上作為潛艇博物館

## II-B型
- 艇長:42.7米

- 艇闊:4.1米

- 水面排水量:279噸

- 水下排水量:329噸

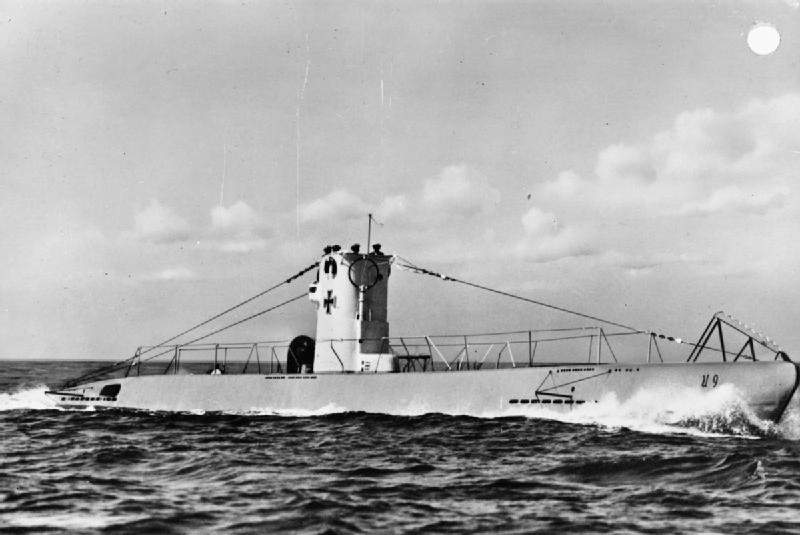
II-B型潛艇

- 動力:兩個總共700四馬力柴油發動機(水面)和兩個總共360匹馬力電動機(水下)

- 最快時速:13節(水面)，6.9節(水下)

- 燃料量:21噸

- 武裝:魚雷5杖和20毫米口徑防空炮一座

- 乘員:25人

II-A的改良型，加長艇身和燃料量，其中的U-120和U-121是為中華民國海軍建造，但由於日本人從中作梗而令其未能交給中國，此兩艇後來加入德國海軍，在二次大戰末期於不萊梅被弄沉

## II-C型
- 艇長:43.9米

- 艇闊:4.2米

- 水面排水量:291噸

- 水下排水量:341噸

- 動力:兩個總共700四馬力柴油發動機(水面)和兩個總共410匹馬力電動機(水下)

- 最快時速:13節(水面)，7.4節(水下)

- 燃料量:23噸

- 武裝:魚雷5杖和20毫米口徑防空炮一座

- 乘員:25人

加大電動機馬力令水下航速加快

## II-D型
- 艇長:44.9米

- 艇闊:4.9米

- 水面排水量:314噸

- 水下排水量:364噸

- 動力:兩個總共700四馬力柴油發動機(水面)和兩個總共410匹馬力電動機(水下)

- 最快時速:13節(水面)，7.4節(水下)

- 燃料量:38噸

- 武裝:魚雷5杖和20毫米口徑防空炮一座

- 乘員:25人

II級潛艇當中最大的型號，由於燃料量大增而可以深入大西洋

## 使用國家
- 德意志國

- 芬兰

- 中華民國

原本訂購 但後來出廠前被納粹德國徵收使用
- 苏联

二次大戰後接收U9，U18和U24三艘II級潛艇